# Cadetia biloba
Cadetia biloba là một loài thực vật có hoa trong họ Lan. Loài này được Blume mô tả khoa học đầu tiên năm 1849.